# Fair Snape Fell
Fair Snape Fell är en kulle i Storbritannien.   Den ligger i grevskapet Lancashire och riksdelen England, i den centrala delen av landet, 300 km nordväst om huvudstaden London. Toppen på Fair Snape Fell är 520 meter över havet, eller 212 meter över den omgivande terrängen. Bredden vid basen är 9,7 km.
Terrängen runt Fair Snape Fell är kuperad åt nordost, men åt sydväst är den platt.Runt Fair Snape Fell är det ganska tätbefolkat, med 93 invånare per kvadratkilometer. Närmaste större samhälle är Preston, 18,4 km söder om Fair Snape Fell. Trakten runt Fair Snape Fell består i huvudsak av gräsmarker.